# ملادن ستويف
ملادن ستويف هو لاعب كرة قدم بلغاري في مركز الوسط، ولد في 26 يناير 1984 في صوفيا في بلغاريا. لعب مع فيهرين ساندانسكي ونادي دوبرودزا دوبريتش ونادي سبارتاك فارنا ونادي لوكوموتيف صوفيا.